# Leinach (Sulzfeld)
Leinachist ein Gemeindeteil der Gemeinde Sulzfeld im unterfränkischen Landkreis Rhön-Grabfeld in Bayern.

## Geografie
Das Kirchdorf liegt in der Region Main-Rhön im unterfränkischen Teil des Grabfelds am Fuße der Haßberge. Die im Ortsgebiet entspringende Leinach ist ein Quellbach der  Lauer. Durch Leinach verläuft der Fränkische Marienweg.

## Geschichte
Im Jahr 1219 wurden erstmals Güter zu „Lynahe“ genannt. Der Ortsname leitet sich aus dem althochdeutschen „Linboum“ (Spitzahorn) und „ach“ für Wasser ab. Die ersten Siedler sollen aus Böhmen eingewandert sein. 1302 wurden die „Herren von Leinach“ genannt.
1356 bestätigte Bischof Albrecht II. von Würzburg dem Kloster St. Burkard in der Domstadt Güter in Leinach. 1630 war Leinach ein Ganerbendorf, das heißt mehrere Adelige hatten Besitzungen in der Gemeinde.
1699 kam Leinach zum Amt Stadtlauringen, 1804 zum Amt Königshofen. Als Teil des Hochstiftes Würzburg, das zum Fränkischen Reichskreis gehörte, wurde Leinach 1803 zugunsten Bayerns säkularisiert, dann im Frieden von Preßburg (1805) Erzherzog Ferdinand von Toskana zur Bildung des Großherzogtums Würzburg überlassen, mit welchem es 1814 endgültig an Bayern fiel. Seit 1918 gehört der Ort zum Freistaat Bayern.
Am 1. Juli 1971 wurde Leinach im Zuge der Gebietsreform in Bayern in die Gemeinde Sulzfeld eingegliedert.

## Religion
1660 war der Ort eine Filiale der Pfarrei Oberlauringen. 1676–1682 wurde eine neue Kirche erbaut, deren Patron der böhmische Nationalheilige Wenzel war. Das Gotteshaus wurde 1830 erweitert und 1960 durch einen Neubau ersetzt.